# Býkov-Láryšov
Býkov-Láryšov (in tedesco Pickau-Larischau) è un comune della Repubblica Ceca facente parte del distretto di Bruntál, nella regione della Moravia-Slesia.